# Fat Kid Rules the World
Fat Kid Rules the World (br/pt: O Maioral) é um filme estadunidense de 2012 do gênero comédia dramática. Dirigido por Matthew Lillard, baseado no livro de mesmo nome e estrelado por Jacob Wysocki, Matthew O'Leary e Billy Campbell

## Recepção

### Crítica
Fat Kid Rules the World recebeu críticas positivas por parte dos críticos do Rotten Tomatoes ganhando os votos de oitenta e três por cento dos críticos do site.

## Elenco
- Jacob Wysocki .. Troy
- Matthew O'Leary .. Marcus
- Billy Campbell .. Sr. Billings
- Dylan Arnold .. Dayle
- Tyler Trerise .. Manoj
- Russell Hodgkinson .. Marcus' Stepfather
- Julian Gavilanes .. Matt
- Sean Donavan .. Ollie
- Lili Simmons .. Isabel
- Jeffrey Doornbos .. Sr. Sherman
- Matthew Lillard .. Guidance Counsellor